# 嚴乙恩
嚴乙恩（Ian Yim，1984年10月29日—），港台新生代男演員。因演2010年兩岸合作的戲劇《就想賴著你》而走紅，接下來又以客串演出中視青春校園偶像劇《智勝鮮師》中的小藍而增加許多了粉絲，目前是M&M ARTIST management旗下藝人之一。

## 個人生活
2010，嚴乙恩在台灣拍攝就想賴著你時與模特兒Anna相識，隨後開始交往，但二人因長期不在同一個城市而於2012年3月分手。2013年10月，嚴乙恩公開與港籍美容醫師，許貝兒（Belle Hui）的戀情，兩人於一年後訂婚。2015年1月9日，許貝兒於香港養和醫院產下一子，Joseph Yim（巖文俊）。同你3月8日，兩人於香港註冊結婚。2017年3月20日，嚴乙恩宣布妻子懷有第二胎，並於同年8月1日產下女兒，Ily Yim（巖文琪）。2019年7月10日，嚴乙恩宣布與妻子已分居半年，同年9月兩人正式離婚。2020年4月，嚴乙恩宣布女友順利產下一子，Alexander Yim。

## 影視作品

### 電視劇
| 首播年份 | 電視劇劇名 | 角色   | 備註         |
| -------- | ---------- | ------ | ------------ |
| 2009年   | 逆風18     | 阿星   |              |
| 2010年   | 就想賴著你 | 梁志豪 |              |
| 2011年   | 租屋大戰   | 周俊偉 | 痞客邦網路劇 |
| 2012年   | 智勝鮮師   | 小藍   |              |

### 電影
| 首映年份 | 電影名稱 | 角色   | 備註         |
| -------- | -------- | ------ | ------------ |
| 2013年   | 奇幻夜   | 男警員 | 《妖枕》單元 |
| 2018年   | 藍天白雲 | 男配角 |              |

## 外部連結
- Ian Yim 嚴乙恩的Facebook專頁
- 嚴乙恩的新浪微博
- 嚴乙恩@M&M ARTIST management 悅目藝人 藝人資料
- 嚴乙恩在香港影庫上的簡介
- 嚴乙恩人氣直逼師兄張勛傑 廣東國語被Ella、小嫻虧[]
- 「梁梁」嚴乙恩演完《就想賴著你》變「娘娘」？